# Ian Moir
Pas d'image ? Cliquez ici

a Compétitions nationales et continentales officielles uniquement.

b Matchs officiels uniquement.
Ian Moir, né le 17 juillet 1932 et mort le 19 septembre 1990 à Nelson Bay (Australie), est un joueur australien de rugby à XIII évoluant au poste d'ailier dans les années 1950 et 1960.

## Biographie
Il a effectué la majeure partie de sa carrière aux Rabbitohs de South Sydney avec lesquels il remporte à trois reprises le Championnat de Nouvelle-Galles du Sud en 1953, 1954 et 1955, et en terminant à deux reprises en 1953 et 1955 meilleur marqueur d'essais du Championnat de Nouvelle-Galles du Sud, il est le troisième meilleur marqueur d'essais des Rabbitohs de South Sydney derrière Nathan Merritt et Benny Wearing. Il connaît également des sélections avec l'équipe d'Australie disputant notamment deux éditions de Coupe du monde dont une remportée en 1957 où il y termine meilleur marqueur d'essais aux côtés de Kelvin O'Shea et Michael Sullivan.

## Palmarès
- Collectif :
  - Vainqueur de la Coupe du monde : 1957 (Australie).
  - Vainqueur du Championnat de Nouvelle-Galles du Sud : 1953, 1954 et 1955 (South Sydney).
  - Finaliste du Championnat de Nouvelle-Galles du Sud : 1952[1] (South Sydney).
- Individuel :
  - Meilleur marqueur d'essais de la Coupe du monde : 1957 (Australie).
  - Meilleur marqueur d'essais du Championnat de Nouvelle-Galles du Sud : 1953 et 1955 (South Sydney).